# رابی مک‌کروری
رابی مک‌کروری (انگلیسی: Robby McCrorie؛ زادهٔ ۱۸ مارس ۱۹۹۸) بازیکن فوتبال اهل بریتانیا است.
از باشگاه‌هایی که در آن بازی کرده‌است می‌توان به باشگاه فوتبال رنجرز اشاره کرد.
وی همچنین در تیم‌های ملی فوتبال زیر ۱۹ سال و زیر ۲۱ سال اسکاتلند بازی کرده‌است.